# المقاومة العراقية الثورية المسلحة
المقاومة المسلحة الثورية العراقية هي مجموعة ماركسية من التمرد العراقي (2003–2011).التي ظهرت في منتصف مايو 2007، تُعد إحدى الحركات اليسارية الماركسية التي نشأت في العراق خلال فترة الاحتلال الأمريكي بعد عام 2003. وفقًا لتقارير زياد خان في مدونة IraqSlogger، وزعت المجموعة منشورات تحمل صور الثائر الأرجنتيني تشي جيفارا، مُعلنةً عن نفسها كحركة ماركسية عراقية ذات خبرة في الكفاح المسلح، وتضم يساريين وطنيين عراقيين ومؤيدين لهم. وقد عبرت هذه المنشورات عن معارضتها للحكومة العراقية، والميليشيات، والقوات الأجنبية، معتبرةً إياهم خونة جاءوا على دبابات الاحتلال."

## التاريخ
تُظهر هذه الحركة ارتباطًا فكريًا بالثوار الماركسيين العالميين، خاصةً تشي جيفارا، الذي يُعتبر رمزًا للنضال الثوري ضد الإمبريالية. في عام 2017، احتفلت قوى اليسار والحركات الاجتماعية بالذكرى الخمسين لاستشهاد جيفارا، مُشيرةً إلى إرثه الثوري وأثره على حركات التحرر في العالم.

## الهجمات
أعلنت المقاومة الثورية مسؤوليتها عن هجوم واحد ضد القوات المسلحة الأمريكية في المنطقة الواقعة بين النجف وكربلاء. ونقلت مصادر غير مسماة عن موقع البديل العراقي أن الهجوم استهدف موكبًا لـ "القوات الخاصة للاحتلال"، في إشارة (حسب IraqSlogger) إلى شركة عسكرية خاصة، في منطقة خان النص على الطريق الرئيسي بين المدينتين المقدستين النجف وكربلاء. ووفقًا للمصادر، دمر الهجوم مركبة واحدة وأتلف أخرى، مما أدى إلى مقتل ركاب المركبة الأولى، على الرغم من عدم وجود تقارير إعلامية أخرى عن الهجوم أو الضحايا. وأضافت المصادر أن المقاومة العراقية المسلحة الثورية ستواصل عملياتها العسكرية وفقًا لـ "خطة دقيقة ومحسوبة، مع الأخذ في الاعتبار الوضع الأمني الحساس المحيط والوجود الاستخباراتي المكثف لعناصر مألوفة ومرتزقة الاحتلال، سواء كانوا إسلاميين أو علمانيين." لم تصدر أي تقارير لاحقة عن المجموعة، ولا يُعرف ما إذا كانت لا تزال تعمل.

## الوضع الحالي
لا توجد معلومات مؤكدة حول استمرار نشاط هذه المجموعة بعد عام 2007. قد يكون انعدام التقارير الإعلامية والتوثيق الرسمي سببًا في صعوبة تتبع أنشطتها أو تقييم تأثيرها على الساحة السياسية والعسكرية في العراق.